# Schout-bij-nacht

Entre le XVe et le XVIIe siècle, Schout-bij-nacht était un grade de la marine néerlandaise, équivalent à celui de rear-admiral dans l'US Navy et la Royal Navy et contre-amiral dans la marine française. Dans la marine néerlandaise, ce grade se trouve au-dessus de commodore et en dessous de viceadmiraal.
Le Schout-bij-Nacht (que l'on pourrait traduire par veilleur de nuit) est l'officier qui remplace le capitaine quand celui-ci est endormi. Plus tard, le Schout-bij-nacht désigne l'officier qui commande l'escadre en l'absence de l'amiral. Au XVIIe siècle, Schout-bij-nacht était habituellement le rang du chef d'escadre de l'arrière-garde de la flotte.
Au XVIIe siècle, les marines de Suède, et de Danemark-Norvège adoptent le grade de schoutbynacht, qu'elles remplacent en 1771 par celui de contre-amiral (konteramiral en suédois, kontreadmiral en danois).